# Hustler
Хаслер (енгл. Hustler) је месечни порнографски часопис за мушкарце.

## Историја
Хаслер је први пут објављен 1974. године. То је корак напред у односу на „Билтен Хаслер“ који је био више реклама за стриптиз клуб који је поседовао. Мајк Фолдес је постао менаџер, а затим извршни уредник, он је помогао у развоју формата часописа и написао је неколико чланака пре него што је напустио магазин у новембру 1975. године. Тираж магазина растао је полако на почетку, достигао је један милион примерака након објављивања фотографија наге Џеки Оназис, у јесен 1975. године. То је помогло да заузме и трећину америчког тржишта специјализованих за порнографске часописе. Врхунац у тиражу је око 3 милиона примерака. Тренутни тираж му је 500 000. Седиште му је на Беверли Хилсу, Калифорнија. Године 1995, компанија је покренула сајт Hustler.com. Хаслер империја укључује: Хаслер Видео, Хаслер Касино (у Гардени, Калифорнија), Мрежа секс-шопова Холивуд Хаслер, Хаслер ТВ и стриптиз клубови Хаслер.

## Судски процес
Протестантски свештеник Џери Фолвел жалио се на пародију која је штампана 1983. где „он“ у лажном интервјуу говори како је имао инцестуозни сусрет са мајком у споредној згради. Пародија коју је објавио часопис Хаслер није била противзаконита, јер по мишљењу Суда, нико разуман не би поверовао да садржи истините тврдње. Суд је поништио одштету у износу од 150.000 долара која је раније додељена Џерију Фолвелу.